# Джош Биллингс
Джош Биллингс (англ. Josh Billings; настоящее имя Генри Уиллер Шоу Henry Wheeler Shaw; 21 апреля 1818 года — 14 октября 1885 года). Он был, возможно, самым известным писателем-юмористом в Соединённых Штатах Америки во второй половине XIX столетия после Марка Твена, хотя его репутация не жила так долго после его смерти.

## Биография
Генри родился в городе Лансборо, штата Массачусетс. Работал как фермер, шахтёр, исследователь и аукционист прежде, чем он начал зарабатывать на жизнь как журналист. В 1858 году под псевдонимом «Джош Биллингс» он написал первую книгу, книгу полную жаргона, с эксцентричным фонетическим правописанием.
Его цитата «Всей истории мира известен лишь один пример того, что нельзя купить за деньги — виляния собачьего хвоста» появляется в начале мультфильма «Walt Disney Pictures Леди и Бродяга».
Биллингс умер в прибрежном городе Монтерей, в Калифорнии, 14 октября 1885 года.